# Batalla de Tecualoya
La batalla de Tecualoyan fue una acción militar de la Guerra de Independencia de México efectuada entre el 17 de enero y 20 de enero de 1812 en las barrancas de Tecualoyan, Estado de México. Los insurgentes comandados por el general Hermenegildo Galeana fueron derrotados ante las fuerzas realistas comandadas por Rosendo Porlier y Asteguieta. Es en Tecualoyan donde los insurgentes pierden su artillería, misma que recuperarían en la batalla de Tenancingo y donde muere el general José María Oviedo, que defendía la plaza antes de la llegada de Galeana con 3200 hombres.